# Валериан дьо Ваврен
Валериан дьо Ваврен  (Valerien de Waurin s. Wavrin) е френски и бургундски артистократ, участник във Варненския кръстоносен поход в периода 1443 – 1445 г.

## Биография
Валериан дьо Ваврен е внук на Робер, господар на град Ваврен в днешния департамент Нор в Северна Франция.
Валериан дьо Ваврен е генерал-капитан на бургундския флот в състава на християнските кораби, които трябвало да подпомогнат похода на Владислав Варненчик. Християнският флот не успява да постигне поставените задачи поради малкия брой кораби, които трябвало да охраняват широк периметър и османците успяват да прехвърлят войските си от Анадола и да разбият кръстоносците при Варна. След разгрома на кръстоносците флотът спира в Месембрия, а след това навлиза срещу течението на Дунав на път към Никопол, където да очаква унгарско военно подкрепление.
В края на август 1445 г. заедно с влашкия войвода Мирчо II и кардинал Франческо Кондулмер – командващ папския флот и главнокомандващ на съюзния християнски флот, дьо Ваврен опитва безуспешно да атакува и да превземе Силистра, която се отбранява от голям военен контингент. Дни по-късно кръстоносците успешно обсаждат Тутракан и Гюргево, като втората крепост е заета от Влад II Дракул. По идея на последния християнските сили се насочват и към Русе, но при вида на заплахата селището е опожарно и изоставено от гарнизона си. Съюзната флота съдейства в евакуацията на около 12 000 българи от околността, които са приети за поданици във Влахия от Влад II.
След като Валериан се завръща от поход, неговият чичо хронистът Жан дьо Ваврен записва спомените му като дял от хрониката „Recueil des croniques et anchiennes istories de la Grant Bretaigne“.